# Túmul d'Eurísac
El Túmul d'Eurísac, dit el Forner, el nom complet del qual era Mac Virgili Eurísac, és un dels majors i més ben preservats monuments funeraris de persones lliures a Roma, situat en el rione Esquilí. El seu fris esculpit és un exemple clàssic de l'"estil plebeu" de l'escultura romana. Eurísac va construir el túmul per a ell i, segurament, per a la seua esposa, Arístia, a la fi del període republicà (c. 50–20 abans de la nostra era). Situat en una posició preeminent, immediatament fora de la Porta Maggiore, el túmul es va transformar molt en ser incorporat a la Muralla Aureliana. Una torre la va construir l'emperador Flavi Honori i va cobrir el túmul, les restes del qual només van ser novament exposades quan fou enderrocada pel papa Gregori XVI el 1838. Una de les característiques més importants d'aquest monument és haver estat construït per un llibert, és a dir, un antic esclau en manumissió.

## Marc Virgili Eurísac
Tot i no haver-hi cap afirmació conclusiva en el mateix monument que Eurísac hauria estat un llibert —no hi ha la "L" de libertus en la inscripció— hi ha diverses raons per a creure que aquest era el cas. El seu nom segueix la convenció romana de praenomen i nomen seguit d'un cognomen grec, típic d'un llibert, combinant, com és el cas, la identitat de la família propietària amb la de l'individu mentre era esclau. La inscripció tampoc n'aporta la filiació, com era usual per als nascuts lliures. Les activitats manuals commemorades en la inscripció, les d'un forn de pa, no se solien celebrar per les classes més altes. La forma incomum del monument i de les inscripcions també serviren per a identificar Eurísac com un nou ric, amb la seua "ostentació innocent" que només imita, vulgarment, la cultura de l'elit.

## Situació
Els enterraments en el Pomerium (la frontera sagrada de la ciutat) estaven generalment prohibits. Tot i que l'extensió d'aquesta frontera ens les diferents etapes de la història siga incerta, es creu que el seu trajecte coincideix amb la de la posterior Muralla Aureliana, potser arribant fins a l'àrea de la Porta Maggiore després de l'extensió de Claudi. Alguns carrers emmurallats amb túmuls en posició preeminent, per tant després dels límits de la ciutat, són coneguts a Pompeia i també al llarg de la Via Àpia. El Túmul d'Eurísac, en la cruïlla de la Via Prenestina amb la Labicana, poc abans de l'entrada a Roma, estava en posició prou preeminent i la seua forma trapezoïdal degué ser resultat de l'espai disponible al lloc. Són coneguts altres conjunts funeraris a prop, com ara el Columbari de Tit Estatili Taure, cònsol en l'època d'August, amb més de 700 loculi (nínxols funeraris), i el Túmul de la Societas Cantorum Graecorum (Societat de Cantants Grecs), del segle I ae.

## Monument
El túmul, colgat per la construcció posterior de l'Aqüeducte de l'Aigua Clàudia, té uns deu metres d'altura. De formigó revestit amb travertí en una base de tuf, el túmul destaca no sols com un monument a Eurísac, sinó també a l'ofici dels forners. La incorporació dels cilindres, tal vegada una referència als corrons de fényer o a les mesures, només reforça l'associació amb l'elaboració de pa. És un estil molt diferent de l'estil clàssic de construcció de túmuls. Fou molt després que es va descobrir que els estranys forats tenien la grandària exacta d'una unitat romana de cereals, i això feu que alguns creguessen que Eurísac estaria llegant als romans una funció pràctica en el seu túmul.
La porció sobrevivent de la inscripció és "EST HOC MONIMENTVM MARCEI VERGILEI EVRYSACIS PISTORIS REDEMPTORIS APPARET" ("Aquest és el monument de Marc Virgili Eurísac, forner, contractant i funcionari").
Un relleu representant les diverses pràctiques de la producció del pa decora el cim del túmul. Al costat sud n'hi ha el lliurament i la molta del blat, així com el garbell de la farina; al costat nord, la barreja i amassament per a formar els pans arredonits, cuits després en forns; i al costat oest, l'apilonament dels pans cuits en cistelles i el posterior pesatge.

## Descobriments

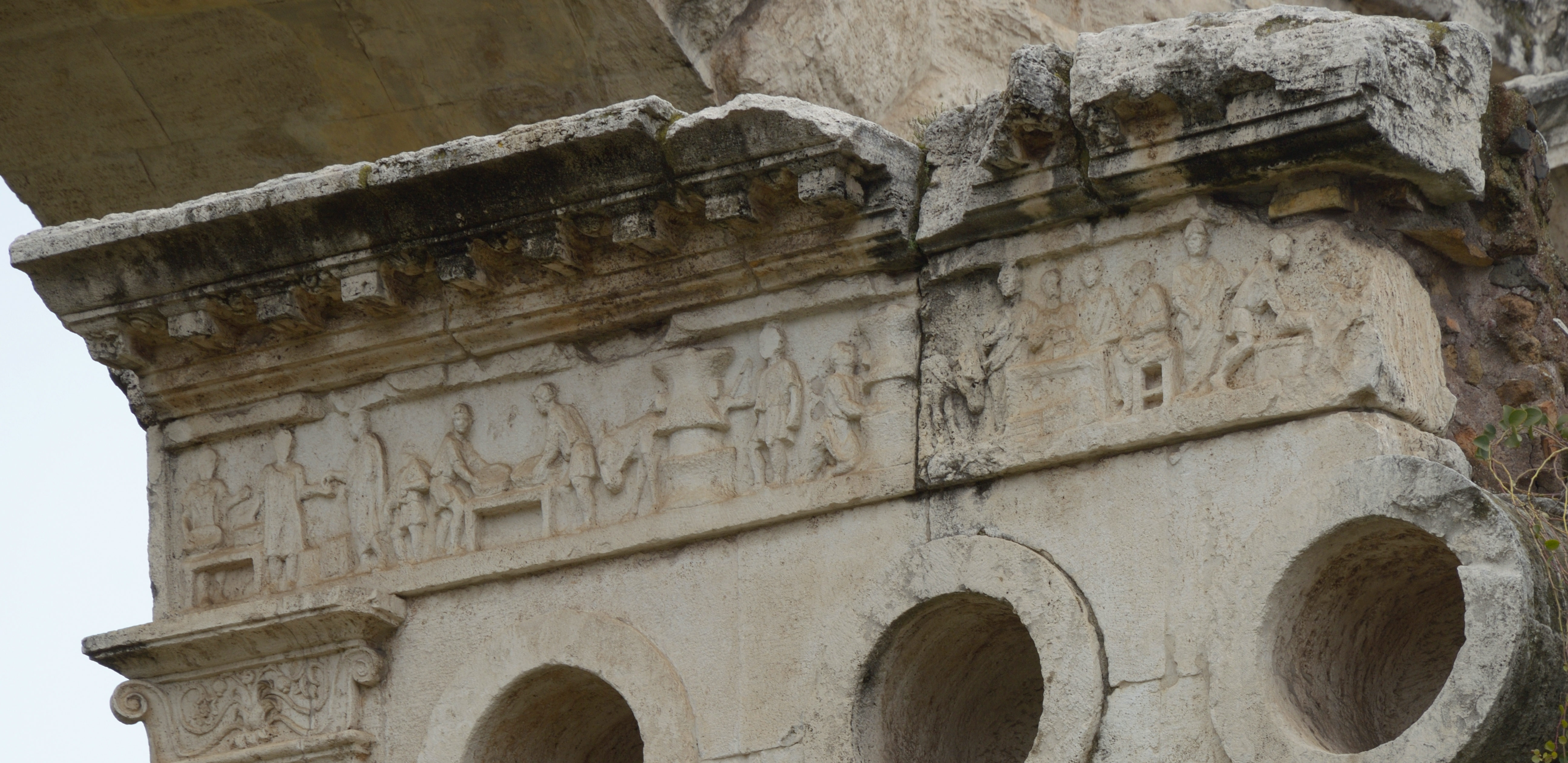
Fris sobre la fabricació de pa

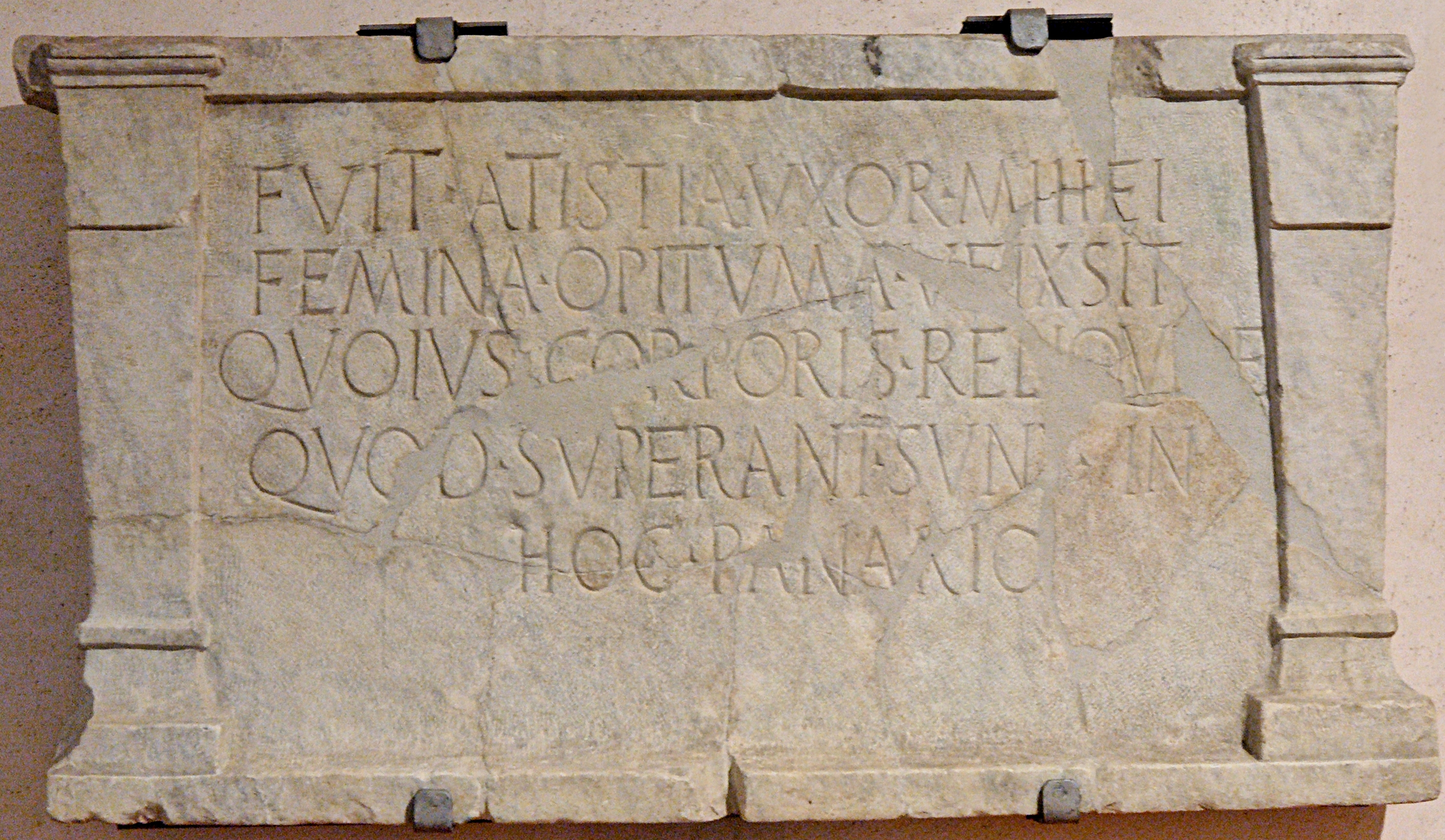
Inscripció d'Atistia

Durant la demolició de les fortificacions medievals construïdes sobre el túmul pel papa Gregori XVI el 1838, s'hi va descobrir un relleu complet amb retrats d'un home i una dona amb toga i pala, traslladat al Palau dels Conservadors (Museus Capitolins). Juntament amb ell hi havia una inscripció homenatjant Atistia, una bona esposa les restes de la qual es col·locaren en una cistella de pa i una urna en forma de cistella. El robatori del cap de l'escultura de la dona el 1934 i la incertesa sobre la localització actual de l'urna, segurament en algun lloc del Museu Nacional Romà, impliquen que tot l'estudi modern sobre ells s'està fent ara sobre dibuixos i fotografies primitius de les excavacions. Les reconstruccions generalment relacionen aquests trets amb base en l'estil, assumpte o lloc del descobriment, amb "Atistia" com a esposa d'Eurísac i el relleu doble, amb els retrats i la inscripció, formant part de la porció superior, fins llavors perduda, del túmul.